# Víktor Adamsky
Víktor Borísovich Adamsky (Kiev, 30 de abril de 1923-Sarov, 14 de diciembre de 2005) fue un físico ruso de origen ucraniano conocido por su trabajo en el antiguo programa soviético de armas nucleares.

## Biografía
Nació el 30 de abril de 1923 en Kiev, Unión Soviética (actual Ucrania). Ingresó en la Universidad Estatal de Moscú, pero fue reclutado por el Ejército Rojo y sirvió como radiooperador en la Batalla de Stalingrado durante el Frente Oriental de la Segunda Guerra Mundial. En 1945 ingresó en la Universidad Estatal de Moscú, donde obtuvo el diploma de especialista en física entre 1949 y 1950. Fue enviado a trabajar al Instituto Panruso de Investigación Científica de Física Experimental en Arzamas-16, inicialmente trabajando como ingeniero antes de trabajar como investigador. En 1974, logró defender con éxito su tesis en física y obtuvo su Kandidat Nauk (equivalente ruso al doctorado) en la Universidad Estatal de Moscú.
Posteriormente participó en el desarrollo de cargas termonucleares, primero estuvo involucrado en el desarrollo del RDS-37, el primer dispositivo termonuclear soviético de dos etapas. Trabajó con Vyacheslav Feodoritov en el desarrollo del RDS-220 y participó en estudios relacionados con la autoexcitación de una reacción termonuclear que ocurre a altas compresiones. Al principio de su carrera, sabía poco de qué se trataba, pero comprendió que trabajaría en la bomba de hidrógeno; lo alojaron en un hotel, luego en un apartamento y, finalmente, lo invitaron a compartir parte de una casa de campo con Ígor Tam y Yuri Romanov. Su experiencia en física se puso en práctica por primera vez bajo la dirección de Yákov Zeldóvich y Andréi Sájarov. El desarrollo teórico del RDS-220 comenzó en julio de 1961 con un equipo de diseño elegido por Sajarov (que se había reunido con el primer ministro Nikita Jrushchov el 10 de julio). En octubre, un informe (escrito por Sajarov, Adamsky, Yuri Babayev, Yuri Smirnov y Yuri Trutnev) incluyendo la propuesta de diseño y los cálculos se habían completado y enviado a los ingenieros de diseño para la construcción. Bajo una enorme presión política y un calendario estricto, el rigor matemático típico asociado con el desarrollo de bombas nucleares anteriores había sido reemplazado por algunas omisiones y el uso de estimaciones y aproximaciones. Como resultado, su colega físico teórico Evsei Rabinovich sugirió que el diseño podría no funcionar; Sajarov, Adamsky y Feodoritov argumentaron lo contrario, pero Sajarov pidió a los ingenieros que hicieran algunos cambios en el diseño para mejorar el nivel de confianza.
Una vez, Sajarov visitó a Adamsky en su oficina para mostrarle un cuento en inglés escrito por Leó Szilárd (el titular de la patente de la bomba nuclear que concibió las reacciones nucleares en cadena) titulado My Trial as a War Criminal. El relato de Szilárd sobre las consecuencias del uso de armas de destrucción masiva los afectó profundamente. Más tarde, tanto Sajarov como Adamsky advirtieron sobre los peligros que la proliferación nuclear representa para la humanidad y los gobiernos que están detrás de ella.
Dos años después de la prueba RDS-220, hizo una propuesta clave en un memorándum que se cree se utilizó para superar un impasse unos meses más tarde durante las negociaciones que condujeron al Tratado de Prohibición Parcial de Ensayos Nucleares entre Estados Unidos, el Reino Unido y la URSS en 1963. Como resultado de la aceptación por parte de Jrushchov de la propuesta de Adamsky (no se sabe si realmente la leyó), se acordó la prohibición en la atmósfera, bajo el agua y en el espacio exterior. Adamsky falleció el 14 de diciembre de 2005 y está enterrado en el cementerio de Sarov.

## Premios
- 1962: Premio Lenin
- 1956: Orden de la Bandera Roja del Trabajo
- 1954: Medalla al Valor en el Trabajo